# اچ‌ام‌اس لندن (دی۱۶)
اچ‌ام‌اس لندن (دی۱۶) (به انگلیسی: HMS London (D16)) یک کشتی بود. این کشتی در سال ۱۹۶۱ ساخته شد.